# NGC 4452
NGC 4452 ist eine linsenförmige Zwerggalaxie vom Hubble-Typ S0 im Sternbild Jungfrau auf der Ekliptik. Sie ist schätzungsweise 6 Millionen Lichtjahre von der Milchstraße entfernt und hat einen Durchmesser von etwa 5.000 Lichtjahren. Unter der Katalognummer VCC 1125 ist sie als Mitglied des Virgo-Galaxienhaufens gelistet. Die Radialgeschwindigkeit der Galaxie von 165 km/s ist im Vergleich zu den eigentümlichen Geschwindigkeiten (Nicht-Hubble-Expansion) zu gering, um die Entfernung abzuschätzen. Rotverschiebungsunabhängige Entfernungsschätzungen schätzen die Entfernung auf etwa 50 bis 55 Millionen Lichtjahren.

Im selben Himmelsareal befinden sich u. a. die Galaxien IC 794, IC 3381, IC 3413, IC 3418.
Das Objekt wurde am 15. März 1784 von William Herschel mit seinem 47-cm-Spiegelteleskop entdeckt.